# WEEKEND A-GO-GO
『WEEKEND A-GO-GO』（ウィークエンド アゴーゴー）は、FM802で放送されていたラジオ番組。
当初の番組名は『WEEKEND A-GO-GO!』であった。

## 概要
週末早朝の2時間プログラムとして、音楽をはじめ、週末にお勧めのスポットやエンターテインメントなどを紹介していた。
2009年6月28日をもって終了。週末早朝の生放送番組は一時中断となったが、『WEEKEND FOR-REST』が2012年4月1日に放送開始され、2年9ヶ月ぶりに週末早朝の生放送番組が再開した。

## DJ
- 仁井聡子（担当時期不明）
- 岡本祐佳（1997年10月 - 1999年9月）
- 羽田徹（1999年10月 - 2001年9月）
- 植松恭子（2001年10月 - 2002年9月）
- 加藤真樹子（2002年10月 - 2006年9月）
- 早川和余（2006年10月 - 2008年9月）
- 内田絢子（2008年10月 - 2009年6月）